# 大田原症候群
大田原症候群（おおたはらしょうこうぐん、英: Ohtahara syndrome, OS, 英: Early Infantile Epileptic Encephalopathy with Burst-Suppression, EIEE）とは、進行性ミオクローヌスてんかんのこと。多くの場合、構造的な脳の損傷が存在するが、2016年現在単一の原因は同定されていない。

## 概要
大田原症候群は年齢関連性てんかんであり、生後3ヵ月以内、しばしば生後10日以内に発症する。高頻度にその後、点頭てんかんやレノックス・ガストー症候群に移行する。
大田原病の主要な外向きの症状は通常、強直発作として現れる。発生する可能性がある他の発作タイプは、 部分発作 、乳児けいれんの群発、およびまれに、ミオクローヌスを発作が見られる。また、発作に加えて、大田原症候群は精神的、物理的な発達遅滞を起こす。
臨床的には、脳波の「バースト抑制」パターンによって特徴付けられ、このパターンは若干の脳波活動が続く高電圧スパイク波放電を伴う。
1976年にそれを同定した、日本の神経科医である大田原俊輔（1930年～2013年)にちなんで命名された。
有病率は稀な希少疾患で、患者数は日本国内で100人前後とされる。

## 原因と治療
単一の原因は証明されていないが、両側の大脳半球に大きな萎縮がみられる。近年いくつかの遺伝子変異が原因の一端を担っていることが判明しつつあり、ARX, 、 CDKL5 SLC25A22 、STXBP1 SPTAN1、 KCNQ2 、ARHGEF9 、PCDH19、 PNKP、 SCN2A、 PLCB1、 SCN8Aの関連性が示唆されている。
治療反応性に乏しいが、治療には抗てんかん薬、副腎皮質ホルモンを用いる。脳形成異常などが原因で手術が可能な例では、早期の外科治療を行う。